# جشنواره فیلم یهودی بریتانیا
جشنواره فیلم یهودی بریتانیا (انگلیسی: UK Jewish Film Festival) یک جشنواره فیلم سالیانه است که به فیلم‌های سینمای جهان با موضوع زندگی، تاریخ و فرهنگ یهودی اختصاص دارد. این جشنواره نخستین بار در سال ۱۹۹۷ ایجاد شده و در نوامبر هر سال در لندن و دیگر شهرهای بریتانیا برگزار می‌شود.